# 楊邦憲
楊邦憲（1262年—1283年），字仲武，第16任播州土司，大致活躍於宋末元初。
楊邦憲出身西南溪峒少数民族大姓，是前任土司楊文之子，有大节，好书吏，善骑射。咸淳元年（1265年），楊文病逝。當時楊邦憲正值弱冠之年，接替土司之位，被宋度宗授予忠郎、雄威军副都统的官職，通管州事。翌年，羅閩大舉入侵播州，攻破西部邊境的堡寨。楊邦憲親自出兵抵禦。羅閩敗退後，其主力順烏江南岸而下，自播州南境悄悄渡過烏江，出現在駐扎播州西部的播州軍主力後方，引起播州百姓的恐慌。楊邦憲部署諸將，命令只有攻破敵軍後才能吃早飯。羅閩軍隊得知後連忙退兵，正在渡江的時候，楊邦憲率軍發起襲擊，大破之，斬首數千級，俘獲其首領羅汝。南宋進封楊邦憲為武节大夫、沿边安抚使。羅閩又召集全部兵馬，大舉入侵播州的下邑黃平，又被楊邦憲擊敗。楊邦憲俘虜其首領阿鮓，數落其罪狀之後將其釋放，此後羅閩再也不敢入侵播州。
同祖父、父親一樣，楊邦憲積極參加南宋抗元的戰爭。任内南宋将播州提升为播州路，并将原先的珍州（今遵义市正安县一带）也划归播州管辖；升杨邦宪为安远军承宣使、左金吾卫上将军、绍庆珍州南平安抚使。至元十二年（1275年）四月，晋官知播州、播州团练使。南宋為元朝所击败，元世祖遣使招諭播州內附。楊邦憲捧詔哭三日，奉表以播州、珍州、南平軍三州之地降元。至元十五年（1278年），楊邦憲親自前往元大都朝覲，元世祖仍以其為播州土司，拜龙虎卫上将军，侍卫亲军都指挥使，绍庆、珍州、南平等处沿边宣抚使，播州管内安抚使。播州下屬的鎮遠、黃平二城邑接近湖廣地界，距離播州城較遠，原由宋兵駐扎，後被元軍接管。楊邦憲與思州土司田景賢一起上書，要求將二城邑歸還播州，由播州軍駐守。元廷沒有同意，但命令二地名義上隸屬於播州。
至元十九年（1282年），羅閩叛亂，元朝調遣諸道兵前往討伐。元軍經播州前往攻打，楊邦憲提供了糧餉，並派兵跟隨前往，最終平定了叛亂。至元二十年（1283年）去世，累赠忠效顺功臣银青荣禄大夫、平章政事、柱国，追封播國公，諡嘉敏。其子楊漢英繼任土司之位。至元二十一年（1284年），其地隶顺元路宣抚司。子孙世袭播州土司。